# A Clockwork Orange
A Clockwork Orange, in het Nederlands vertaald als Boze Jongens, is een anti-utopische (ook wel: dystopische) roman uit 1962 van de Britse schrijver Anthony Burgess. Het vormt de basis voor de gelijknamige filmbewerking uit 1971 door Stanley Kubrick. De roman wordt algemeen beschouwd als de opvolger van de grote Britse anti-utopische romans Brave New World (1932) en 1984 (1949).
Het boek werd geïnspireerd door een gebeurtenis uit 1944, toen Burgess' zwangere vrouw Lynn  in een straat in Londen werd beroofd en mishandeld door vier Amerikaanse soldaten. Als gevolg daarvan kreeg zij een miskraam en chronische gynaecologische problemen. Het thema geweld speelt in de roman een belangrijke rol.

## Inhoud
Het verhaal speelt zich af in de nabije toekomst en volgt de carrière van de vijftienjarige Alex. Zijn bizarre genoegens in het leven zijn naast klassieke muziek ook verkrachting en willekeurige extreme geweldshandelingen ("ultraviolence" in het idiomatische taalgebruik van Alex). Alex zwerft 's nachts met zijn bende door de straten en begaat daar voor zijn plezier allerlei misdaden. Niemand probeert hen of de andere bendes in de stad tegen te houden, en zo verwoesten zij ongestoord de gemeenschap. Alex vertelt zijn verhaal in het tienerjargon genaamd "Nadsat", waarin achttiende-eeuws Russisch en Engels jargon gecombineerd wordt.
Uiteindelijk wordt Alex opgesloten en "gerehabiliteerd" door middel van een afkicktherapie (Ludovico's technique). Daarbij krijgt hij medicatie die hem misselijk maakt, terwijl hem films met geweld worden getoond. Door deze conditionering wordt hij weer kotsmisselijk als hij geweld wil toepassen, zelfs als dit voor zelfverdediging is. In een van de films wordt ook klassieke muziek gespeeld. Daardoor wordt hij ook misselijk als er klassieke muziek gedraaid wordt. Een onbedoeld bij-effect.
De morele kwestie die op het spel staat is dat Alex nu weliswaar sociaal wenselijk gedrag vertoont, maar deze beslissing niet door hem zelf genomen is; zijn "goedheid" is kunstmatig opgelegd.
Eenmaal op straat wordt Alex verguisd door iedereen uit zijn vorige leven. Twee leden van zijn oude bende werken nu bij de politie en pakken Alex op, voeren hem af en nemen wraak door hem ernstig te mishandelen. Ze doen dit omdat Alex hen in het verleden ook heeft mishandeld om de macht over zijn bende te behouden. Uiteindelijk laten ze hem achter en zwaargewond klopt Alex aan bij een grote villa. Alex weet nog wel dat hij daar vroeger met vrienden is binnengedrongen en ze daar de vrouw hebben verkracht. Deze vrouw is daardoor uiteindelijk overleden.
De man wil Alex in eerste instantie helpen omdat hij vindt dat Alex een slachtoffer van de staat is. Na verloop van tijd zijn er steeds meer aanwijzingen die ertoe leiden dat de gastvrije man erachter komt dat Alex een van de mannen is die de dood van zijn vrouw op zijn geweten heeft.
Als wraak sluit de man Alex op en speelt luide klassieke muziek. Alex wordt helemaal gek en springt uit wanhoop uit het raam. De val overleeft hij echter.
Alex valt langzaam maar zeker terug in zijn oude patroon, maar beleeft geen plezier meer aan wrede activiteiten; hij voelt een grotere verantwoordelijkheid voor de maatschappij. Het 20e hoofdstuk van de originele Amerikaanse uitgave eindigt met een sinistere scène, waarin Alex vreugdevol naar de Negende Symfonie van Beethoven luistert, en ondertussen zijn terugkeer voorbereidt om verwoesting te zaaien.
Op dit punt eindigen de vroege Amerikaanse uitgaven van het boek, maar er bestaat een 21e hoofdstuk dat uit de originele publicatie werd weggelaten. Burgess zegt dat de originele Amerikaanse uitgever zijn laatste hoofdstuk liet vallen in een poging het boek indrukwekkender te maken. Het voorgenomen werk was verdeeld in drie delen van 7 hoofdstukken elk, totaal 21, het aantal dat overeenkomt met de symbolische leeftijd waarop een kind zijn volwassenheid bereikt.
Er is controverse over de vraag of het 21e hoofdstuk het boek beter maakt of juist slechter. In het 21e hoofdstuk, dat zich een paar jaar na het twintigste afspeelt, is te lezen hoe Alex zich realiseert dat zijn heftige levensfase over is, maar dat het onvermijdelijk was. Enkele oude personages zijn nieuwe vrienden van Alex geworden. Hij denkt eraan een gezinnetje te stichten, maar aan de andere kant is hij bang dat zijn kinderen net zulk gedrag zullen vertonen als hij zelf gedaan had.
De filmversie, geregisseerd door Stanley Kubrick, is gebaseerd op de vroege Amerikaanse versie van het boek, en eindigt bijgevolg vóór de gebeurtenissen van het 21e hoofdstuk. Kubrick vertelde dat hij zojuist het scenario af had toen hij over het laatste hoofdstuk hoorde en beweerde nooit overwogen te hebben het alsnog toe te voegen.
De zin "What's it going to be then, eh?" ("Hoe zal het dan zijn, hè?") komt in het boek veelvuldig terug; het eerste hoofdstuk van elk van de drie delen van 7 hoofdstukken begint met de zin.

## Invloed
Zowel het verhaal als de individuele elementen uit het boek en de film hebben een grote invloed gehad op de hedendaagse cultuur in het algemeen en de populaire muziek in het bijzonder. Zo nam een Britse elektropopband uit de jaren 80 de naam Heaven 17 aan, een naam die ook voor een band in het boek gebruikt wordt. De naam van de Britse triphopband Moloko verwijst in de taal Nadsat uit het boek naar een melkdrank vermengd met drugs, hoewel de naam ook simpelweg zou kunnen zijn afgeleid van de Russische benaming voor melk. Verwijzingen naar het verhaal in de popmuziek buiten de Engelstalige wereld zijn er eveneens veelvuldig. Zo heeft de Braziliaanse metalband Sepultura het album A-Lex compleet gebaseerd op het verhaal. Ook zijn er verwijzingen te vinden in boeken, films, muziek en zelfs computerspellen.

## Trivia
- Zeven jaar voordat de film van Kubrick uitkwam, schreef Andy Warhol een low-budgetversie van het verhaal, getiteld Clockwork (Uurwerk, ook bekend als Vinyl).
- Het script voor de film zou aanvankelijk voor $ 500 gekocht zijn geweest door Mick Jagger, met de bedoeling de Rolling Stones in te schakelen als Dim, George, Alex & Pete.
- In de muziek van de film wordt opmerkelijk vaak nog een ander klassiek muzikaal thema gebruikt: het openingsdeel van Henry Purcells Funeral sentences (gecomponeerd ter gelegenheid van de uitvaartplechtigheid van Queen Mary) dat onder meer te horen is bij de opening van de film.[1]